# John Fernström
John Axel Fernström (né le 6 décembre 1897 à Yichang, en Chine – mort le 19 octobre 1961  à Lund) est un compositeur et chef d'orchestre suédois.

## Biographie
Il est le fils d'un missionnaire et a passé les dix premières années de sa vie dans la mission en Chine. Il fait ses études musicales au conservatoire de Malmö (1913-1915), puis travaille le violon au conservatoire de Copenhague avec Max Schlüter (1917-1921 et 1923-24) et avec Issaye Barmas à Berlin (1921-1922). Il étudie la composition à Copenhague avec Peter Gram (1923-1930).
Il a dirigé l'orchestre de la radio de Malmö (1939-1941) et de l'école municipale de musique de Lund (1948-1961). En 1953 il a été élu à l'Académie royale de musique. Il a écrit un ouvrage autobiographique : Confessions (Jubals son och Blodsarvinge), paru en 1967.
Par ailleurs il s'est intéressé à la peinture qu'il a apprise à Paris. Il a aussi écrit dans sa jeunesse une centaine de poèmes qui n'ont pas été publiés.

## Œuvre
John Fernström a composé douze symphonies, huit quatuors à cordes, de la musique de chambre, des concertos (dont deux concertos pour violon, un concerto pour basson et un pour clarinette), deux opéras[réf. nécessaire] et de nombreuses chansons et œuvres chorales.

### Opéras
- Achnaton Op. 25a (1931)
- Isissytrarnas bröllop op. 58 (1942)
- Livet en dröm (La vie est un rêve) op. 83 (1946)

### Musique symphonique
- Symphonie no 1  op. 4 (1920)
- Symphonie no 2 op. 10 (1924)
- Symphonie no 3 Exotica op. 15 (1928)
- Symphonie no 4 op. 20 (1930)
- Symphonie no 5 op. 27 (1934)
- Symphonie no 6 op. 40 (1938)
- Symphonie no 7 Sinfonietta in forma di sonata de chiesa op. 51 (1941)
- Symphonie no 8 Amore studiurum op. 56 (1942)
- Symphonie no 9 Sinfonia breva op. 60 (1943)
- Symphonie no 10 Sinfonia discreta op. 65 (1945)
- Symphonie no 11 Utan mask op. 77 (1945)
- Symphonie no 12 op. 92 (1951)
- Ostinato pour cordes op. 94 (1952)
- Concerto pour violon no 1 op. 5 (1925)
- Concerto pour violon no 2 op. 95 (1952)
- Concerto pour alto op. 34  (1937)
- Concerto pour violoncelle op. 49 (1940)
- Chaconne pour violoncelle et orchestre op. 31c (1936)
- Concertino pour flûte, chœur de femmes et petit orchestre op. 52 (1942)
- Concerto pour clarinette op. 30 (1936)
- Concerto pour basson op. 80 (1946)

### Musique de chambre
- Quatuor à cordes no 1 op. 6 (1920)
- Quatuor à cordes no 2 en sol mineur op. 9 (1925)
- Quatuor à cordes no 3 op. 23 (1931)
- Quatuor à cordes no 4 en mi bémol majeur op. 54 (1942)
- Quatuor à cordes no 5 op. 81a (1945)
- Quatuor à cordes no 6 op. 81b (1947)
- Quatuor à cordes no 7 op. 91 (1950)
- Quatuor à cordes no 8 op. 93 (1952)
- Sonate pour violoncelle et piano op. 14 (1925-1928)
- Sonate pour violon et violoncelle op. 19 (1930)
- Sonata da chiesa pour violon et orgue op. 41 (1938)
- Sonatine pour deux violons op. 45a (1940)
- Sonatine pour deux violons op. 45b (1940)
- Sonatine n°3 pour deux violons op. 89 (1950)
- Trio pour violon, alto et violoncelle op. 90 (1950)

### Musique chorale et vocale
- Messe en ut mineur pour solistes, chœur et orchestre op. 26 (1934)
- Stabat mater pour solistes, chœur et cordes op. 33b (1936)
- Song of the Sea pour soprano et cordes op. 62 (1943)
- Den mödosamma vä gen, oratotrio profane (1947)